# Witalij Nesin
Witalij Łeonidowycz Nesin, ukr. Віталій Леонідович Несін (ur. 23 lutego 1984 w Kachowce, w obwodzie chersońskim, Ukraińska SRR, zm. 22 grudnia 2004 w Nowej Kachowce) – ukraiński piłkarz, grający na pozycji napastnika.

## Kariera piłkarska

### Kariera klubowa
Wychowanek UFK Dniepropetrowsk, barwy którego bronił w juniorskich mistrzostwach Ukrainy (DJuFL). W 2001 rozpoczął karierę piłkarską w klubie Dnipro Dniepropetrowsk, najpierw w drugiej i trzeciej drużynie. 8 kwietnia 2002 roku debiutował w Wyszczej Lidze w meczu z Arsenałem Kijów (0:1). Latem 2002 został wypożyczony do Dynama Kijów, gdzie bronił barw drugiej drużyny. W 2003 grał na wypożyczeniu w Borysfenie Boryspol. W pierwszej połowie 2004 roku występował w amatorskim zespole KZEZO Kachowka. Latem 2002 podpisał kontrakt z Worskłą Połtawa. 22 grudnia 2004 rozbił się w wypadku samochodowym. Zmarł w szpitalu, nie odzyskując pamięci.

### Kariera reprezentacyjna
W 2002 debiutował w juniorskiej reprezentacji U-17. Występował również w reprezentacji U-19, pełniąc funkcje kapitana.

## Sukcesy i odznaczenia

### Sukcesy klubowe
- półfinalista Pucharu Ukrainy: 2002
- brązowy medalista Perszej Lihi Ukrainy: 2003

### Sukcesy reprezentacyjne
- brązowy medalista Memoriału Walentina Granatkina: 2001

### Sukcesy indywidualne
- najlepszy piłkarz Memoriału Walentina Granatkina: 2001
- król strzelców Memoriału Walentina Granatkina: 2001